# Éric IV (roi de Danemark)
Pour les articles homonymes, voir Valdemar.
Erik IV Plovpenning, né en 1216 et mort le 10 août 1250, fut roi de Danemark de 1241 à 1250.

## Biographie
Fils aîné de Valdemar II et de sa seconde épouse Bérengère de Portugal[réf. nécessaire].
Nommé duc de Schleswig dès 1218, il est associé au trône le 30 mai 1232 après la mort de son demi-frère Valdemar le Jeune. Il devient seul roi à la mort de son père en 1241. En 1244, il prend la croix entretenant l'espoir d'une nouvelle poussée danoise vers l'est de la Baltique. Il doit développer fortement la fiscalité pour subvenir à ses besoins notamment dans la guerre civile contre son frère Abel ce qui lui laissa son sobriquet de Plovpenning lié à un nouvel impôt sur les charrues. Après avoir vaincu une révolte de paysans, il fut assassiné en bateau sur la rivière Sli (allemand Schlei) à l'instigation de son frère Abel de Danemark duc de Sud-Jutland le 10 août 1250 et considéré ensuite comme un martyr.

## Union et postérité
Erik IV épousa le 9 octobre 1239 Jutte de Saxe, fille du duc Albert Ier de Saxe dont :
- Christophe mort vers 1250 ;
- Knud mort vers 1250 ;
- Sophie morte en 1286, épouse en 1260 le roi Valdemar Ier de Suède ;
- Ingeburge ou Ingebjorg née en 1244, morte 24 mars 1287, épouse le 11 septembre 1261 le roi Magnus VI de Norvège ;
- Jutta (1246-1284) religieuse au couvent Saint Agnès de Roskilde en 1263 quitte son couvent en 1271 et se retire en Suède auprès de sa sœur Sofia. Elle devient la maîtresse de son beau-frère ;
- Agnès (1249-1290) Abbesse de Saint Agnès de Roskilde qu'elle fonde en 1263, quitte le couvent en 1271.